# Zadok the Priest
Zadok the Priest (HWV 258) je britanska himna, ki jo je leta 1727 napisal George Frideric Handel za kronanje Jurija II. Zadok the Priest je ena Händlovih himn za kronanje. Za ta namen je napisal še The King Shall Rejoice, My Heart is Inditing in Let Thy Hand Be Renthentheten. Je eno Händlovih najbolj znanih del. Od njenega nastanka dalje se himna poje pred maziljenjem ob vsakem kronanju novega britanskega monarha.

## Besedilo
Besedila za vse štiri himne, ki so del tradicionalne vsebine britanskih kronanj, je izbral Handel – to je bil njegov osebni izbor na podlagi najbolj dostopnega poročila o prejšnjem kronanju, kronanja Jakoba II. leta 1685. Besedilo je prevod tradicionalne antifone Unxerunt Salomonem, ki sama izhaja iz svetopisemskega poročila o Salomonovem maziljenju, ki ga je opravil duhovnik Zadoka (1 Kr 1,38-40).
Te besede so bile uporabljene pri vsakem angleškem in kasneje britanskem kronanju od leta 973. Glasbo naj bi pred tem napisal Thomas Tomkins za kronanje kralja Karla I. leta 1626, vendar se ni ohranila.

## Struktura
Zadok the Priest je napisan za zbor in orkester SS-AA-T-BB (dve oboi, dva fagota, tri trobente, timpani, godala s tremi violinskimi deli namesto običajnih dveh in generalbas), v D-dur tonaliteti. Glasba pripravi presenečenje v svojem orkestralnem uvodu z uporabo statičnega nanosa mehkih godalnih tekstur, ki mu sledi nenaden razburljiv vstop forte tutti, nadgrajen s tremi trobentami.

## Ostalo
Tony Britten je leta 1992 priredil Zadok the Priest in ga uporabil kot osnovo za himno UEFA Lige prvakov.